# Igelkott
Igelkott — український панк-рок гурт з Горішніх Плавнів , створений в 2007 році.

## Історія
2005, 2006
До того як гурт став Igelkott були Їжачки, а ще до них був Дієз. Дієз грав щось на зразок рок-н-ролу. У 2005 році до вже існуючих не один рік Дієз, у складі якого були: Юра Гажала, Антон Лукоцький, Богдан Даценко та Сергій Недяк, приєднався Дмитро Святодух. Таким складом гурт виступав на місцевих заходах десь до кінця 2006-го. Саме у цей час гурт покидають Сергій та Богдан.

2007 – 2009
На початку 2007 гурт починає репетирувати у Святодуха вдома з новим учасником Тренічевим Єгором. Пишуться нові пісні й було вирішено змінити назву, бо матеріал став зовсім не схожий на те, що грали Дієз.
27 травня 2007 був перший виступ. До цього назву так і не було придумано. Перед самим виступом було прийнято рішення виступити як Їжачки, щоб хоч якась назва була.
Літом цього ж року в місцевому ДК пишуться три пісні: “Один”,“На ранок, або пригоди з похмілля”,“Зірка”, “Купи!”
Через рік Антон їде заробляти гроші за кордон, а Юра, своєю чергою, їде до Києва продовжувати почате в Кременчуці навчання. Протягом 2008-го року вдома пишуться дуже сирі демки, які після були об’єднані в демо-альбом “Панк Для Дур”. В нього також увійшли раніше записані чотири пісні.
На почату 2009 до гурту приєдналися Віктор Хейн та Віталій Яструб. Вітя повинен був заспівати пару пісень, але лишився на довго.
Саме у той час гурт отримав листа від київського гурту Йожики, який попросив змінити назву, бо, таке як, порушили авторські права на назву. Типу все, що зв’язано з їжаками, то все заброньовано. Дали останній виступ як Їжачки та вирішили стати Igelkott.

2010 – 2012
В цей час гурт вирішує повністю перейти на тематику жахів і все, що з ними зв’язано. Виступає по різних байк-фестивалях та обласних концертах. Пишуться нові демки.
У червні 2010 гурт святкує свої три роки. На репетиційній точці було зроблено святкування з виступами декількох гуртів, а саме: The Year of Silence (м. Горішні Плавні), MoreGore (м. Кременчук), Mad Hatter (м. Горішні Плавні), Hard Life (м. Вільногірськ) та No Position (м. Вільногірськ).
В середині 2012 гурт покидає Єгор. На його зміну був запрошений Толя Горгола (Танк) з дружнього grindcore колективу MoreGore.

2013 – 2016
Серпень 2013-го, у Полтаві, на студії Дмитра Добросола накопичується перший альбом. Зведення якого займе довгий час через різні на то причини.
У 2015 Толя вирішує покинути гурт. Місце якого займає Дамір Гаїбов.
У липні 2016 виступили на байк фестивалі “А Нас Рать”, де хедлайнерами були Кожаный Олень.
Після цього Дамір повідомляє, що повинен покинути гурт. Повертається Толя.
Доходять руки до альбому, який накопичували у 2013-му. За зведення береться Олексій Казанцев (“Брем Стокер”,“Татухі”).

2017
Вихід дебютного альбому “І сповнився простір дивним шумом …”. Альбом викладався по пісенно протягом майже місяць. Обкладинку робив місцевий талановитий художник Євген Матюшенко. У вузькому колі альбом був зустрінутий дуже тепло.
В той самий час вже йшла підготовка до запису наступного альбому.
Виступ на Goblin Show (Одеса).

2018, 2019
Було вирішено накопичуватися літом 2018. Процес накопичення проходив не поспішаючи у домашній студії Олександра Мітіля. У вересні були записані останні вокальні партії та сингалоги.
Через рік в мережу був залитий альбом під назвою “За лаштунками кошмарів”.

2020 – 2022
Починаючи з цього часу гурт переходить у стадію анабіозу. Через коронавірусну пандемію репетиції стали рідше.
З початком повномаштабного вторгнення Росії в Україну в лютому 2022 року гурт взяв паузу на невідомий термін.

## Склад гурту
Сучасний склад:
- Віктор Хейн — вокал, тексти
- Дмитро Святодух — вокал, гітара, тексти, музика
- Толя «Танк» Горгола — ударні, тексти, музика

Колишні учасники:
- Віталій Яструб — бас
- Юра Гажала — гітара
- Антон Лукоцький — гітара
- Єгор Трєнічев — ударні
- Дамір Гаїбов — ударні

## Дискографія
Демо:
- 2009 «Біляші»
- 2010 «Zombies also watch TV», «Від кохання до смерті», «Світанок Ктулху», «Спрага зла (Нападаючи!)», «Троль»
- 2012 «Бридкий люд»
- 2018 «Вони не змогли»

Сингли:
- 2018 «Майстер чорних справ»

Live:
- 2018 «Live in "Rocker pub", 17.03.2018»

Альбоми:
- 2017 «І сповнився простір дивним шумом ... »
- 2019 «За лаштунками кошмарів»